# Боро-Тала-Монгольский автономный округ
Боро-Тала-Монгольский автономный округ (кит. упр. 博尔塔拉蒙古自治州, пиньинь Bó'ěrtǎlā Měnggǔ Zìzhìzhōu, уйг.  بۆرتالا موڭغۇل ئاپتونوم ئوبلاستى‎, монг. Бортал тойрог?, ᠪᠣᠷᠢᠲᠠᠯ
ᠠ
ᠶᠢᠨ
ᠮᠣᠩᠭᠣᠯ
ᠥᠪᠡᠷᠲᠡᠭᠡᠨ
ᠵᠠᠰᠠᠬᠤ
ᠵᠧᠤ?) — автономный округ в Синьцзян-Уйгурском автономном районе КНР. 
Власти автономного округа размещаются в городском уезде Боро-Тала.

## География
По территории округа протекает река Боро-Тала. Также здесь расположено солёное озеро Сайрам-Нур.

## История
В 1888 году был учреждён Комиссариат по непосредственному управлению и поддержке населения района реки Цзинхэ (精河直隶抚民厅). После Синьхайской революции комиссариат в 1913 году был преобразован в уезд Цзинхэ. В 1920 году из уезда Цзинхэ был выделен уезд Болэ (博乐县), из которого в 1941 году был выделен уезд Вэньцюань (温泉县).
13 июля 1954 года был образован Боро-Тала-Монгольский автономный район (博尔塔拉蒙古自治区). В феврале 1955 года автономный район был преобразован в автономный округ.
В 1985 году уезд Боро-Тала был преобразован в городской уезд.
В 2012 году на территории округа был образован городской уезд Алашанькоу.
В феврале 2014 года из состава городского уезда Боро-Тала был выделен город субокружного уровня Шуанхэ.

## Население
Согласно переписи населения 2000 года, в округе проживает 424,1 тыс. чел.

### Национальный состав (2000)
| Народ   | Численность | Доля    |
| ------- | ----------- | ------- |
| Китайцы | 284 915     | 67,19 % |
| Уйгуры  | 53 145      | 12,53 % |
| Казахи  | 38 744      | 9,14 %  |
| Монголы | 23 927      | 5,64 %  |
| Хуэйцы  | 19 053      | 4,49 %  |
| Дунсян  | 1 587       | 0,37 %  |
| Прочие  | 2 669       | 0,64 %  |

## Административное деление
| Боро-Тала Алашанькоу Цзинхэ Аршан |                |                   |                    |                |                    |                  |               |
| №                                 | Статус         | Название          | Китайское название | Пиньинь        | Уйгурское название | Население (2003) | Площадь (км²) |
| 1                                 | городской уезд | Боро-Тала (Болэ)  | 博乐市             | Bólè shì       | بۆرتالا شەھىرى     | 250 000          | 7802          |
| 2                                 | городской уезд | Алашанькоу        | 阿拉山口市         | Ālāshānkǒu shì | ﺋﺎﻻﺗﺎﯞ ﺋﯧﻐﯩﺰﻯ      |                  |               |
| 3                                 | уезд           | Цзинхэ            | 精河县             | Jīnghé xiàn    | جىڭ ناھىيىسى       | 130 000          | 11 189        |
| 4                                 | уезд           | Аршан (Вэньцюань) | 温泉县             | Wēnquán xiàn   | ئارىشاڭ ناھىيىسى   | 70 000           | 5905          |